# Templo Geumsansa
O Templo Geumsansa (literalmente "Templo da Montanha Dourada") é um templo da Ordem Jogye do Budismo Coreano nas encostas de Moaksan na cidade de Gimje, Jeollabuk-do, na Coreia do Sul.

## História
O primeiro Geumsansa foi construído durante o reinado do Rei Beop de Baekje (r. 599–600 DC). Enquanto algumas fontes dizem que o templo foi "estabelecido em 600" e outras que "foi construído em 599", mas a compilação de 1635, Geumsansa sajeok (hanja: 金山 寺 事蹟, Crônica do Templo de Geumsan) registra que o templo foi estabelecido em 600 pelo reino de Baekje (18 a.C.–660 d.C.), um dos Três Reinos da Coreia que governou a península coreana durante este período. O ano indica o segundo ano do reinado de curta duração do rei Beop (r. 599–600) e o primeiro ano do governante subsequente e seu filho, o rei Mu (r. 600–641).
De acordo com o documento, como um budista fiel, o rei Beop emitiu um edito real para proibir a matança de qualquer criatura viva em 599 e ordenou 38 monges budistas. Por outro lado, de acordo com a Administração do Patrimônio Cultural da Coreia do Sul e outros, o Geumsasa foi construído em 599, o primeiro ano do rei Beop. Independentemente da data de fundação, presumiu-se que não era um templo significativo no âmbito de sua escala e caráter.
De 722, durante o reinado do rei Gyeongdeok de Silla até 766 no reinado do Rei Hyegong, o Geumsansa foi reconstruído e amplamente expandido sob a direção do Mestre Jinpyo. De acordo com a tradição, o Mestre Jinpyo teve uma visão de Maitreya, o Buda do futuro, e recebeu um livro sobre adivinhação em dois rolos junto com 189 varas de adivinhação de Maitreya. Jinpyo depois disso criou uma estátua do Maitreya para ser consagrada no salão principal, que se tornou a base da Escola Yogācāra do Leste Asiático. Como resultado da expansão, o Geumsansa se tornou a sede para a prática da fé Maitreya durante o reino da Silla Unificada (668–935).
Após a expansão, Gyeon Hwon (r. 900–935), que é o fundador do Último Reino de Baekje (892–936), protegeu o templo. Embora se diga que ele emitiu ordens para realizar reparos parciais para o Geumsansa, não há certeza se os reparos realmente ocorreram. Gyeon Hwon foi mantido em cativeiro no Geumsansa quando seu filho, Gyeon Singeom, usurpou o trono. Em 1079, como o preceptor real Hyedeok foi nomeado mestre-chefe do Geumsasa, ele renovou completamente o templo erguendo vários santuários adicionais. Isso levou ao florescimento cultural da era Geumsansa.
Durante a primeira campanha militar japonesa de Hideyoshi Toyotomi em 1592, o Geumsansa também desempenhou um papel defensivo. O corpo de voluntários budistas, com mais de mil monges liderados pelo Mestre Noemuk (뇌묵 대사), usaram o Geumsansa como campo de treinamento. Durante a segunda campanha militar japonesa, o corpo de voluntários budistas estabeleceu seu quartel-general no Geumsansa. No entanto, todo o complexo do templo posteriormente sofreu um destino trágico quando o pavilhão e os eremitérios foram totalmente queimados pelas forças invasoras japonesas.
Os edifícios atuais foram reconstruídos em 1635 depois que os anteriores foram destruídos pelas invasões japonesas da Coreia. O templo atualmente serve como um dos principais centros budistas da região e é um dos maiores templos da Coreia do Sul. A maioria dos tesouros foi criada antes dos edifícios atuais.

## Galeria

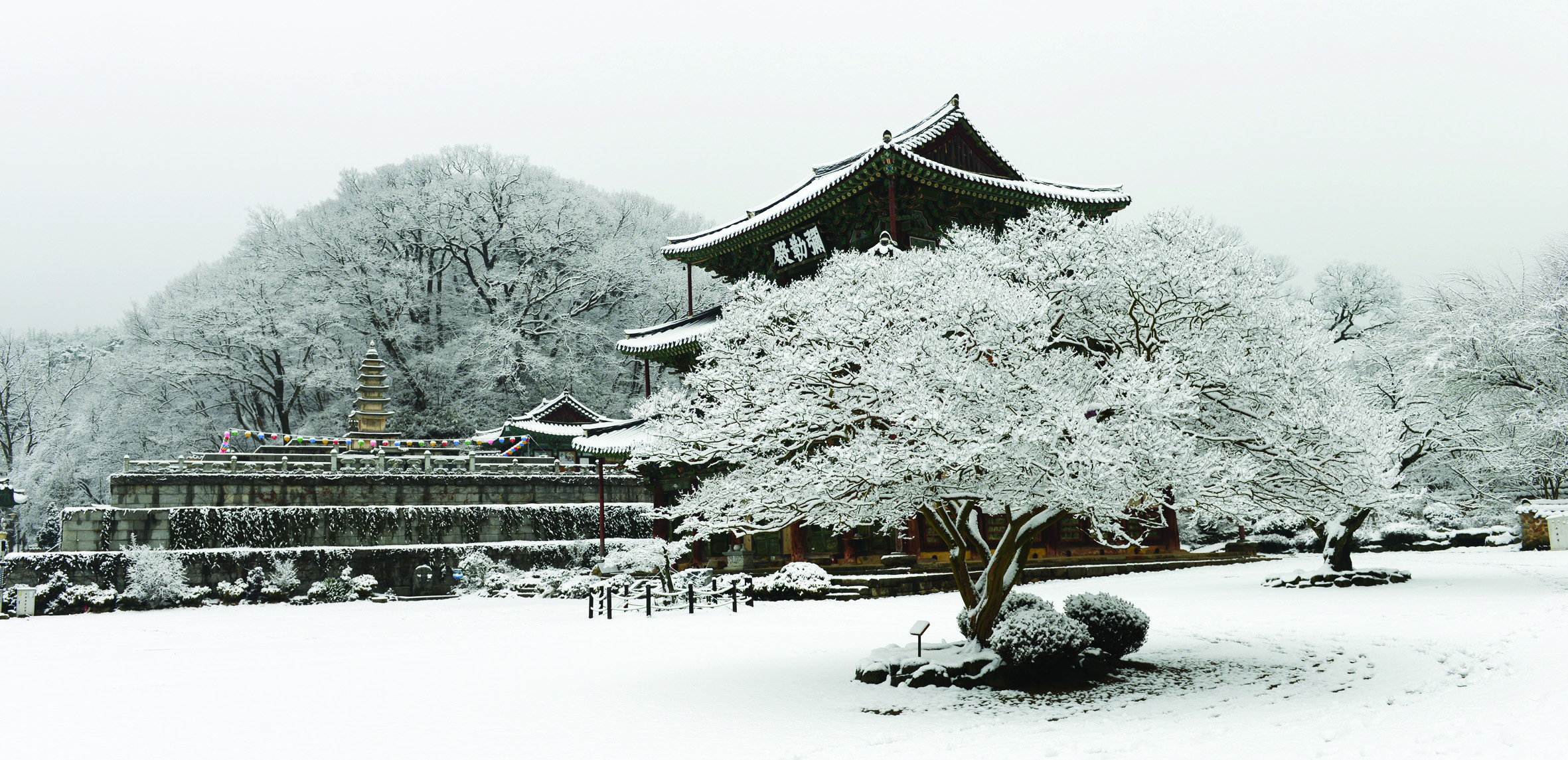
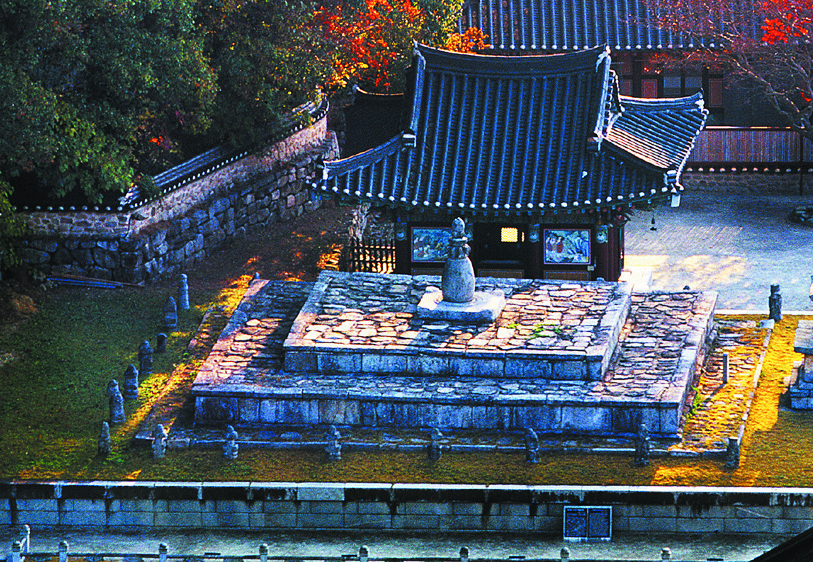
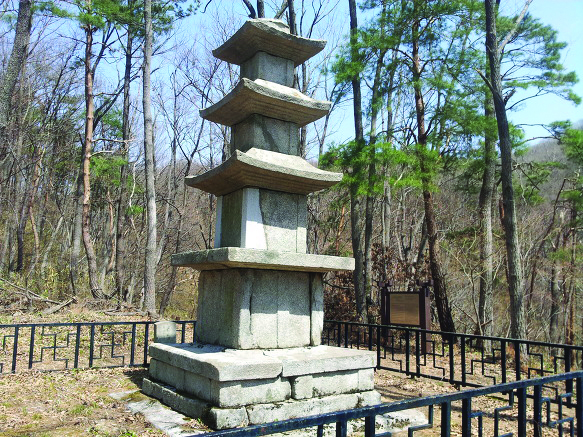
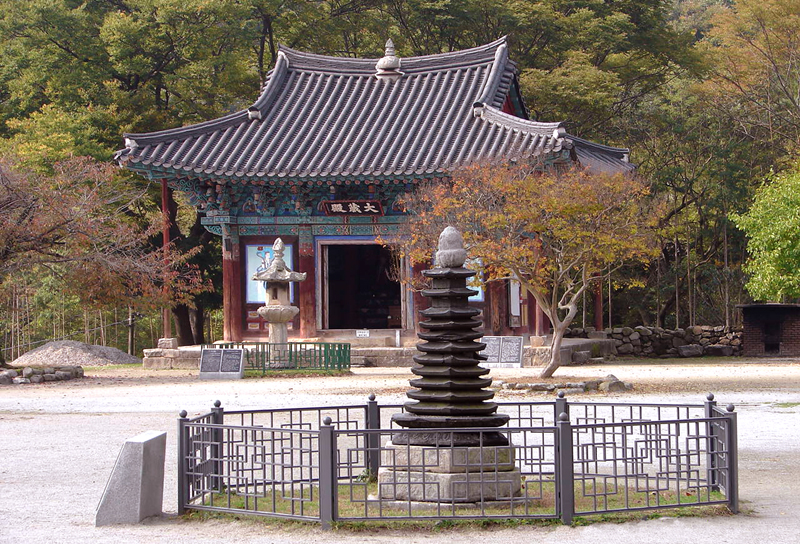
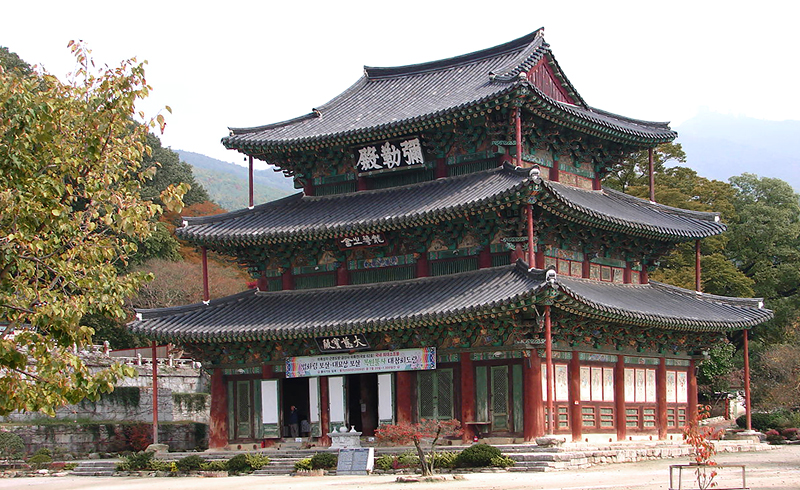
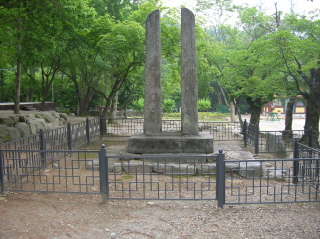
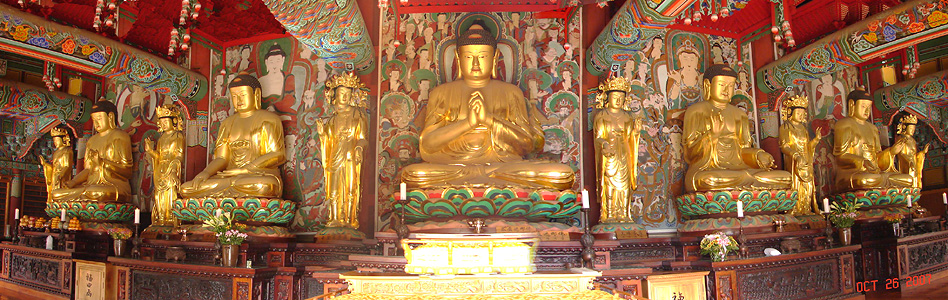
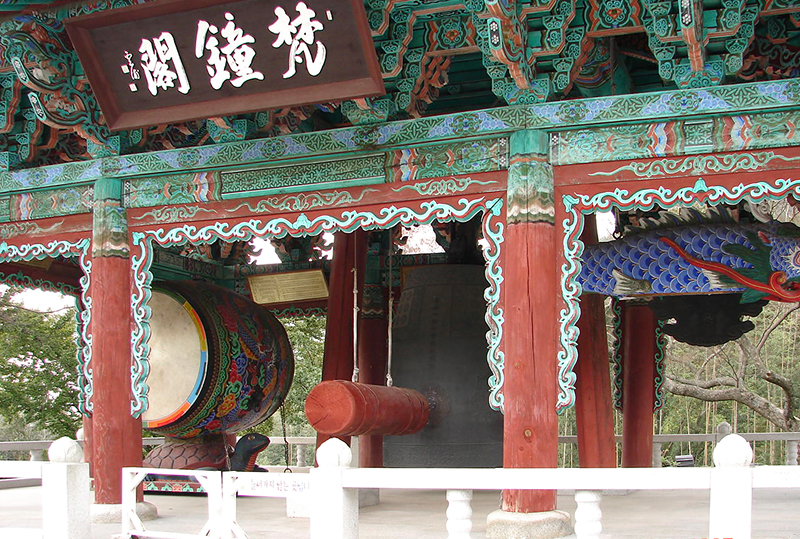
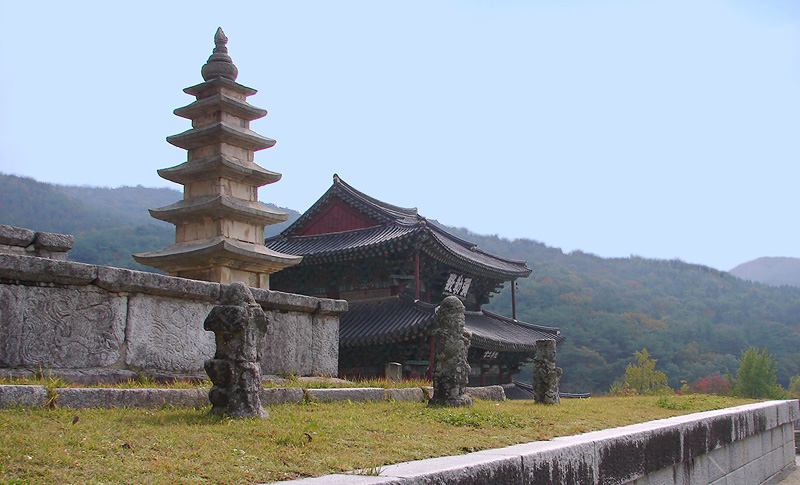
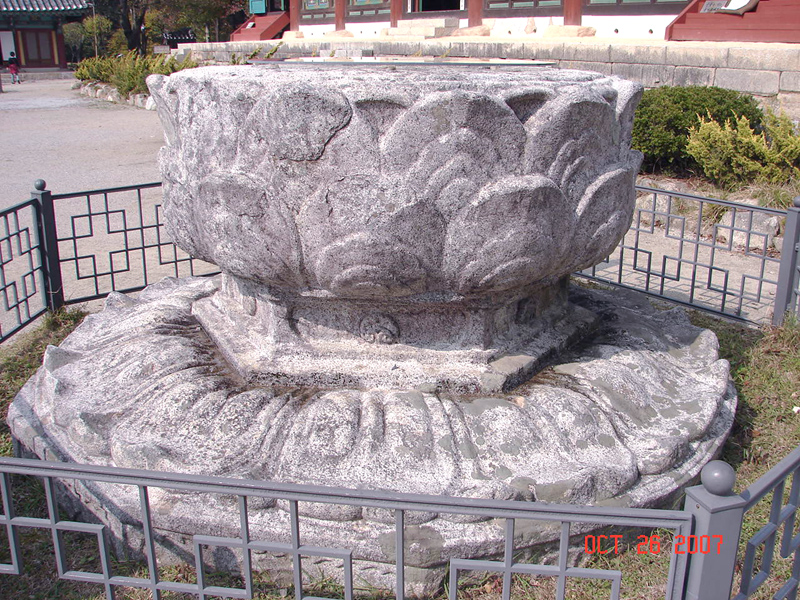
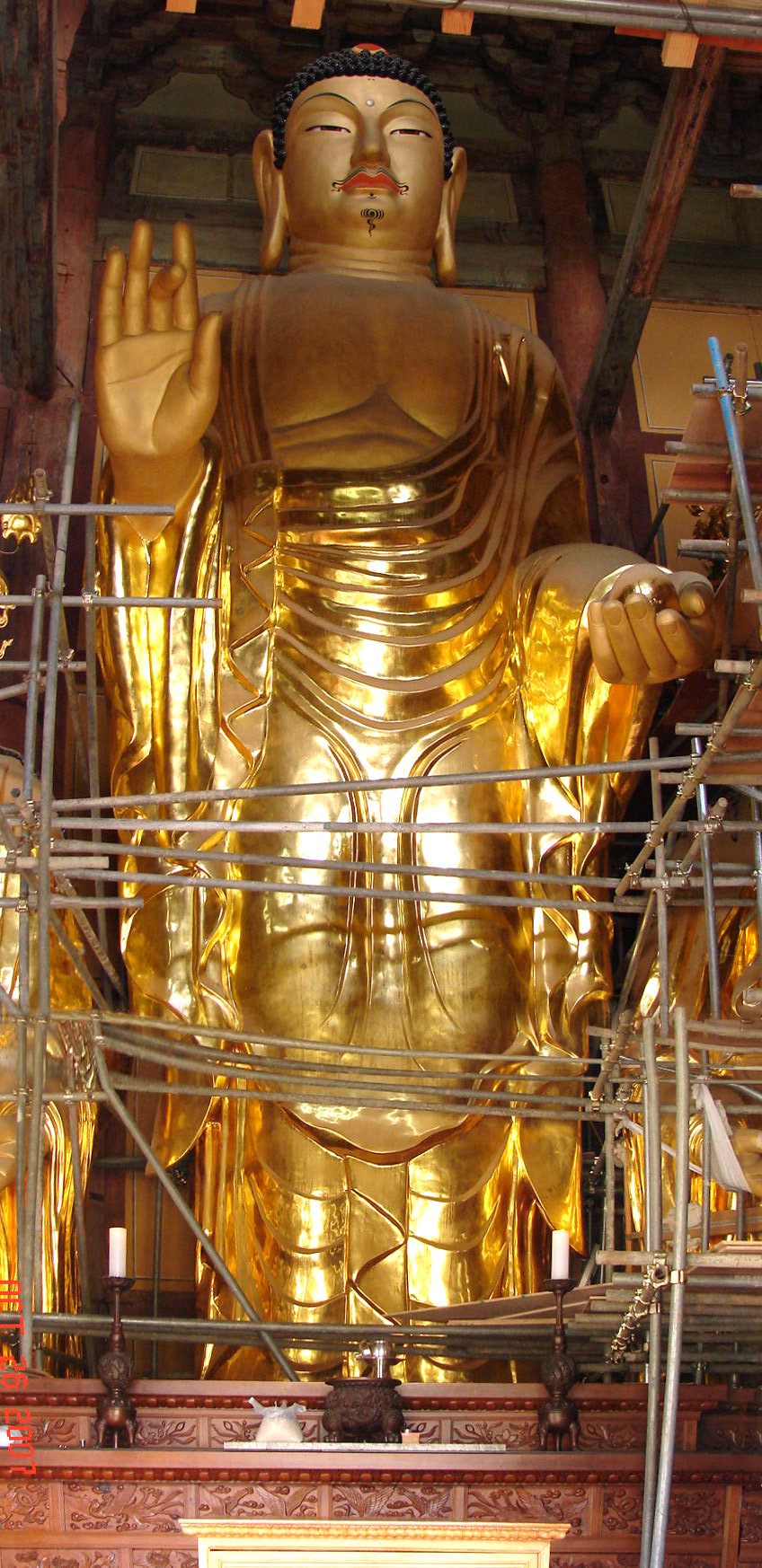